# St. Andreas (Rudolstadt)

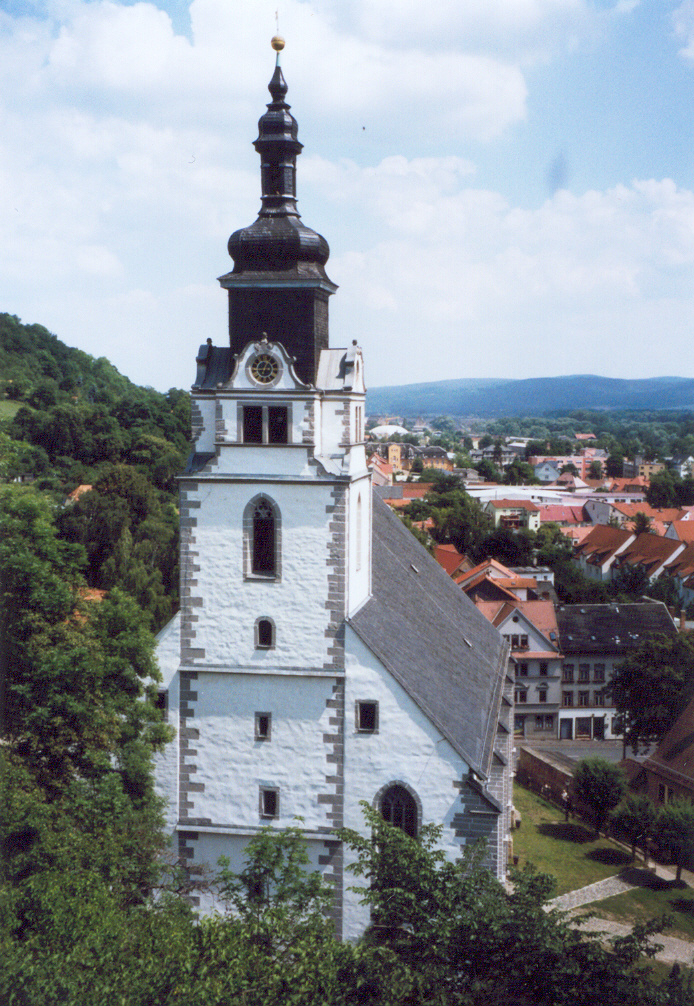
Stadtkirche St. Andreas in Rudolstadt

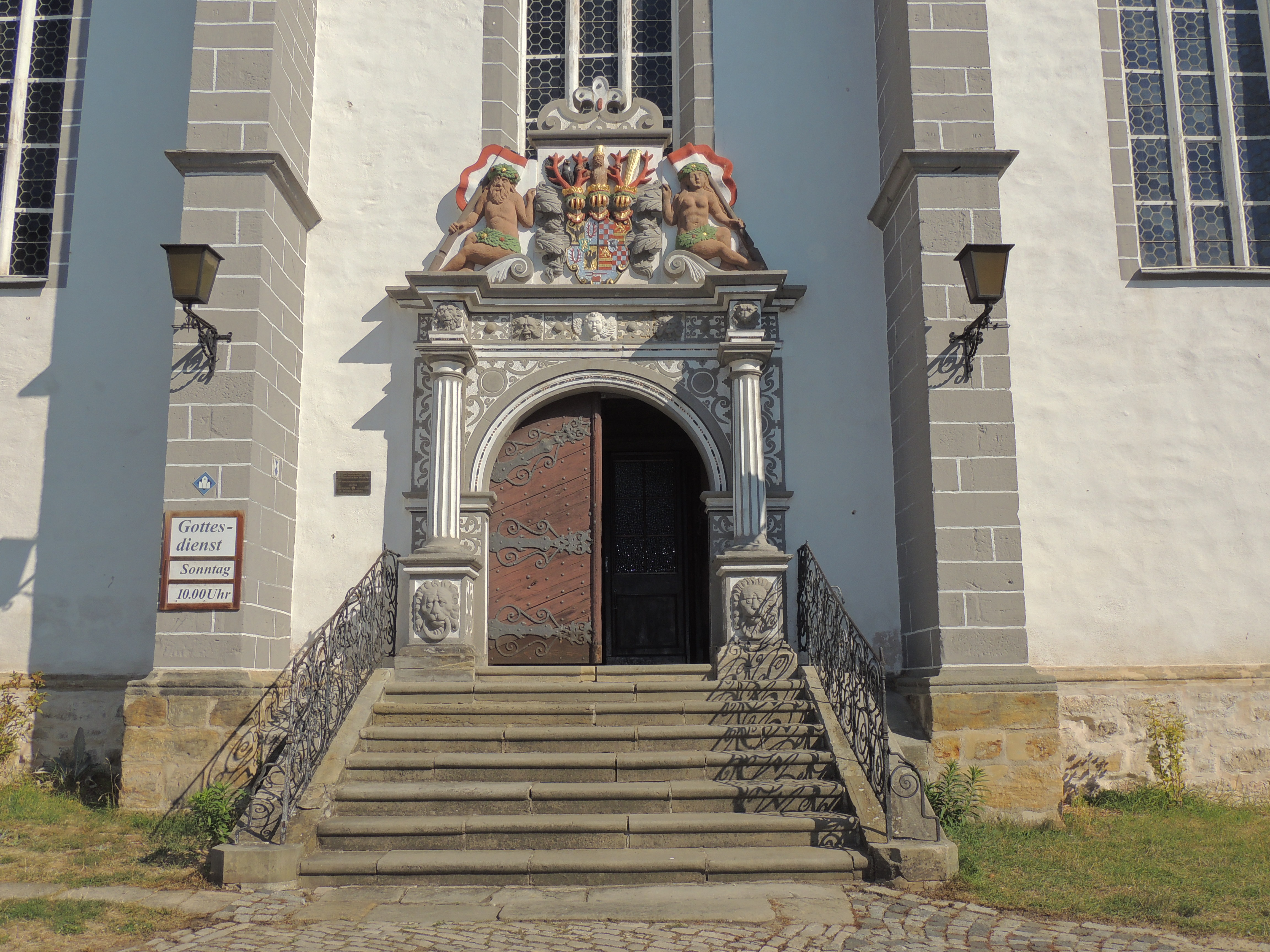
Portal

Die Stadtkirche St. Andreas ist die evangelische Kirche der Stadt Rudolstadt in Thüringen.

## Geschichte
Die Stadtkirche St. Andreas ist eine dreischiffige spätgotische Hallenkirche. Sie wurde in den Jahren 1463 bis 1475 durch Umbau eines bereits aus dem 12. Jahrhundert stammenden Gotteshauses erbaut.
In den Jahren 1634 bis 1636 wurde die Kirche erneut umgebaut. Dabei erhielt sie eine frühbarocke Innenausstattung, die das heute noch bestehende Bild der Kirche prägt.

## Ausstattung
Sehenswert sind der wandhoch dargestellte Stammbaum der Familie des Grafen Albrecht VII. von Schwarzburg und das „Schönfeldsche Epitaph“.
Im Chor erinnert eine Grabplatte an Gräfin Katharina von Schwarzburg, die mit ihrem berühmten Ausspruch „Fürstenblut für Ochsenblut“ im Schmalkaldischen Krieg (1547) Herzog Alba entgegentrat und als „Katharina die Heldenmütige“ in die Geschichte einging.
In der Kirche befindet sich eine Fürstengruft, die aus zwei Räumen besteht und ab 1605 benutzt wurde. Hier liegen einige Särge der Fürsten von Schwarzburg-Rudolstadt; die anderen befanden sich ursprünglich in der Schlosskirche in Schwarzburg und wurden in der NS-Zeit ins Schloss Heidecksburg in Rudolstadt überführt. Die Gruft erlitt eine Serie von Einbrüchen und die Särge sind schwer beschädigt (ähnlich wie die Gruft in Wöhlsdorf bei Ranis). Hier liegt auch der Sarg der letzten Fürstin Anna-Luise von Schwarzburg (1871–1951).

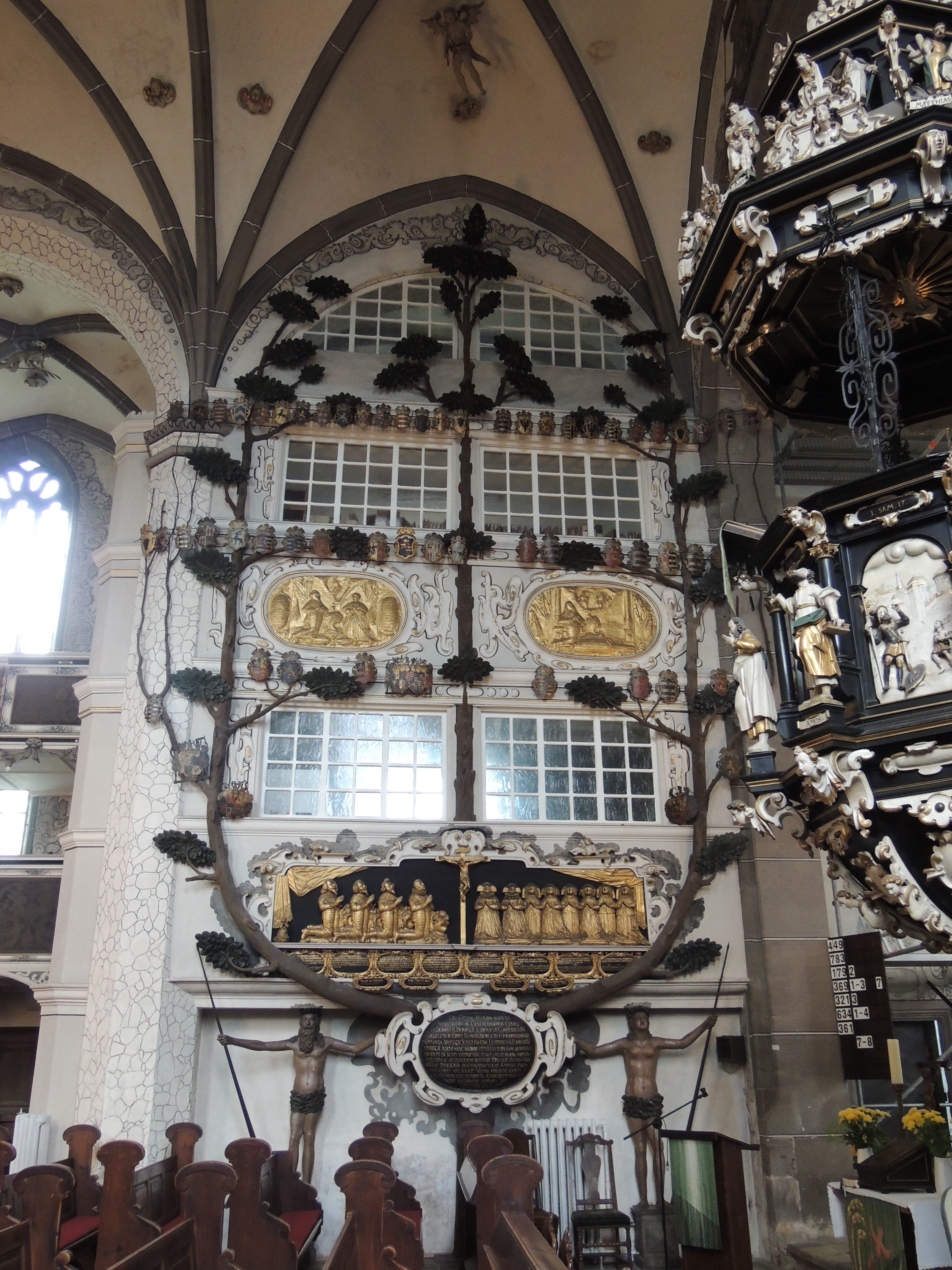
Stammbaum von Albrecht VII.
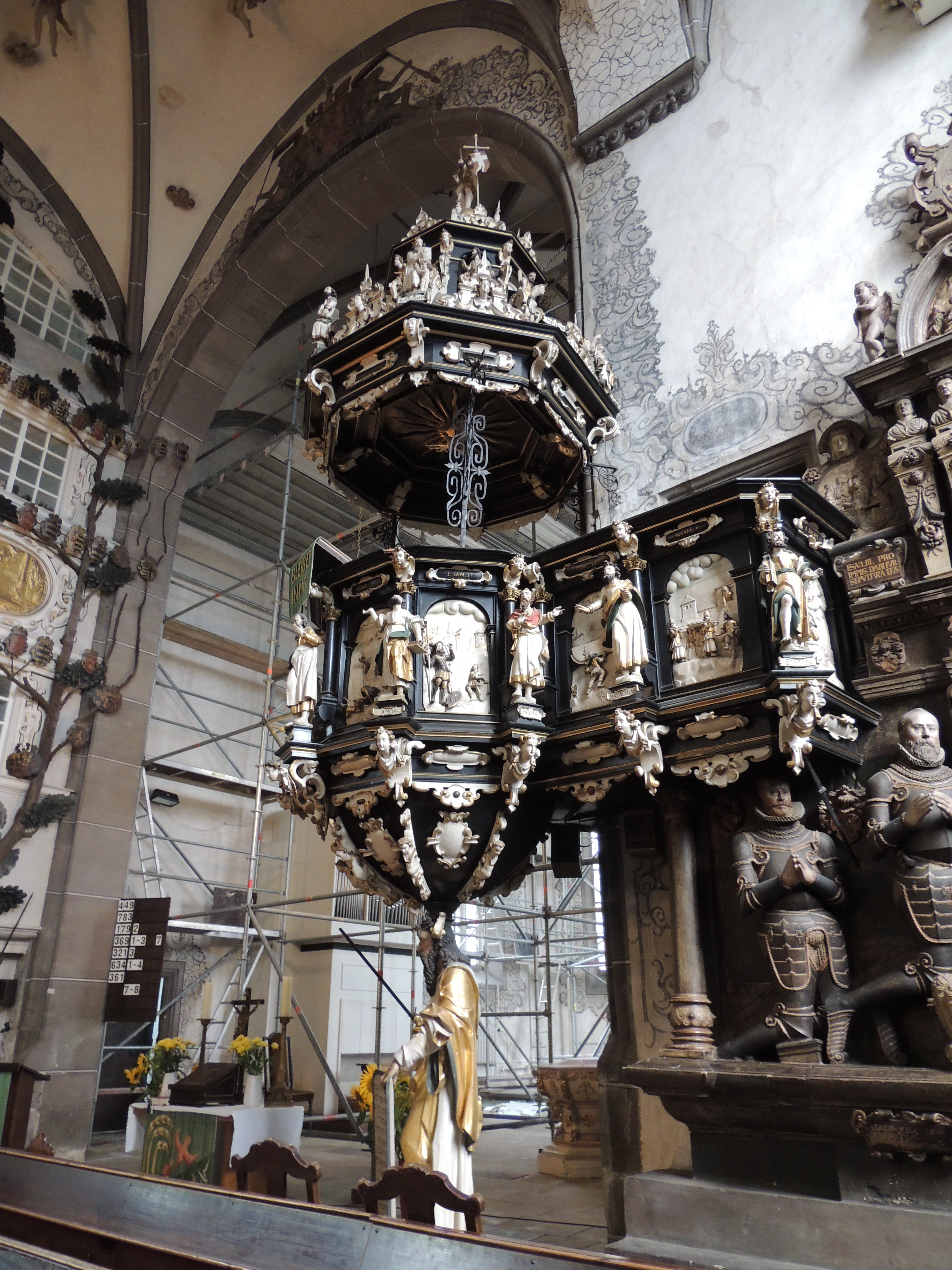
Kanzel
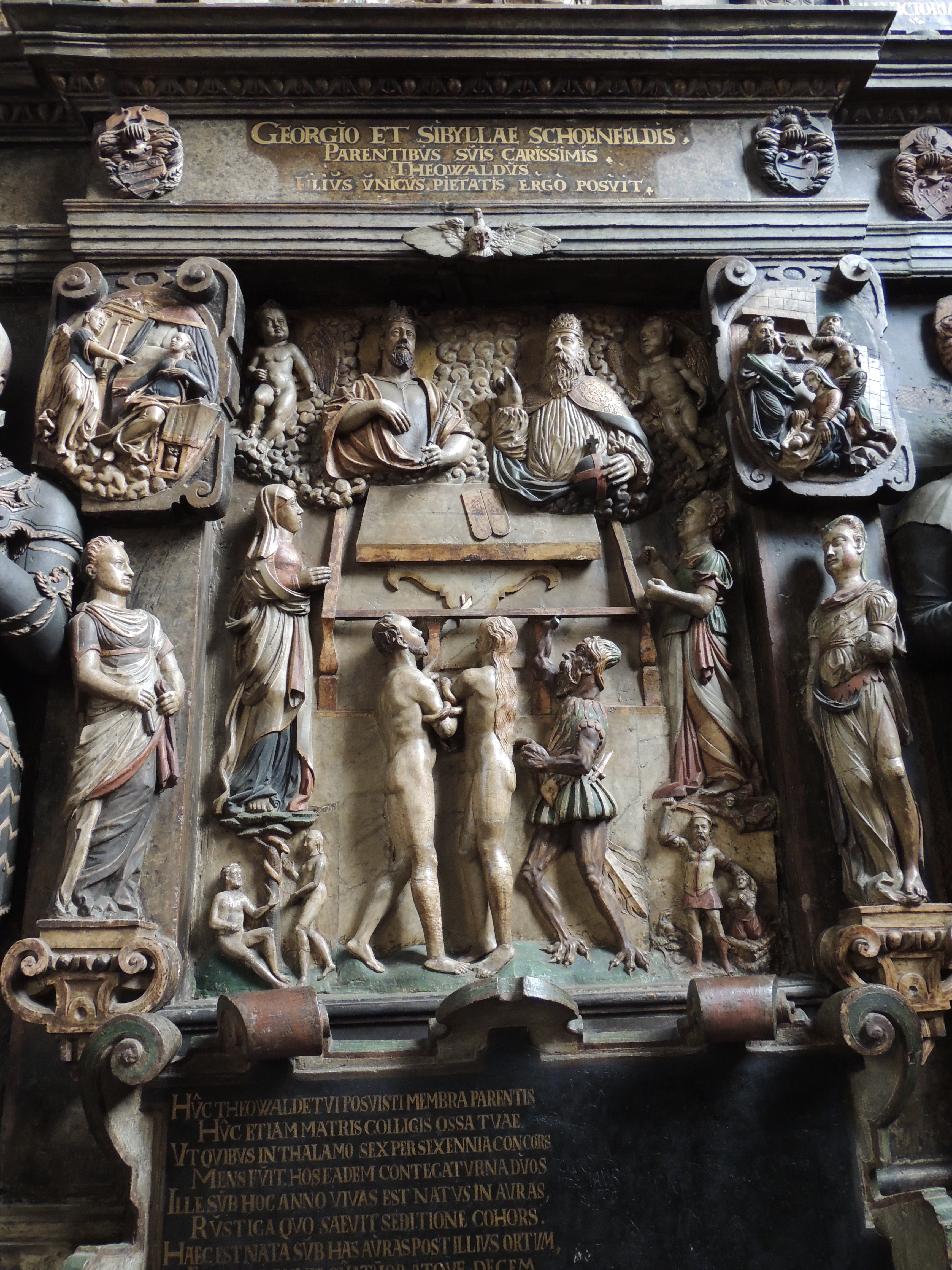
Schönfeldsches Epitaph (Detail)
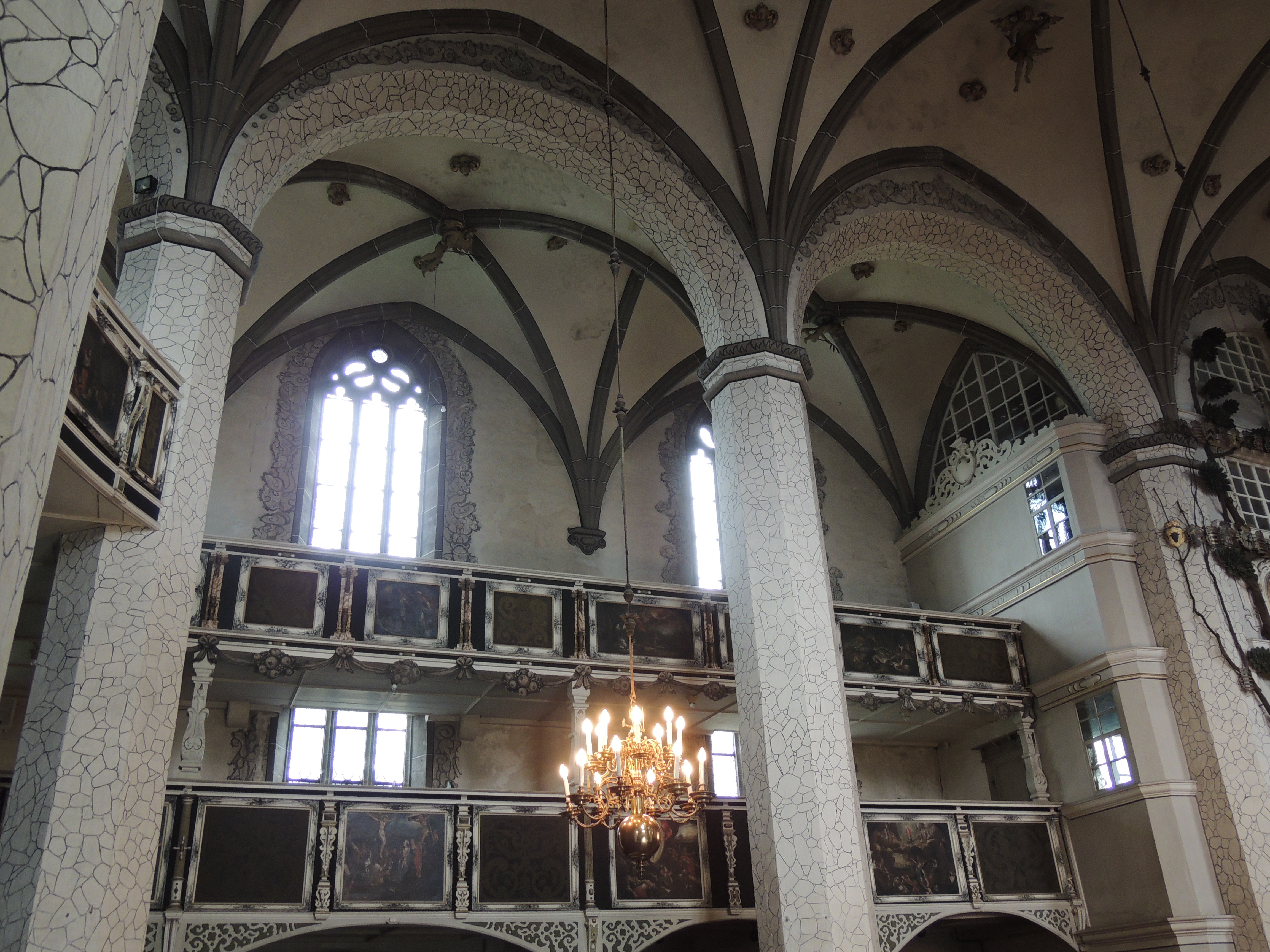
Orgelempore

### Orgel

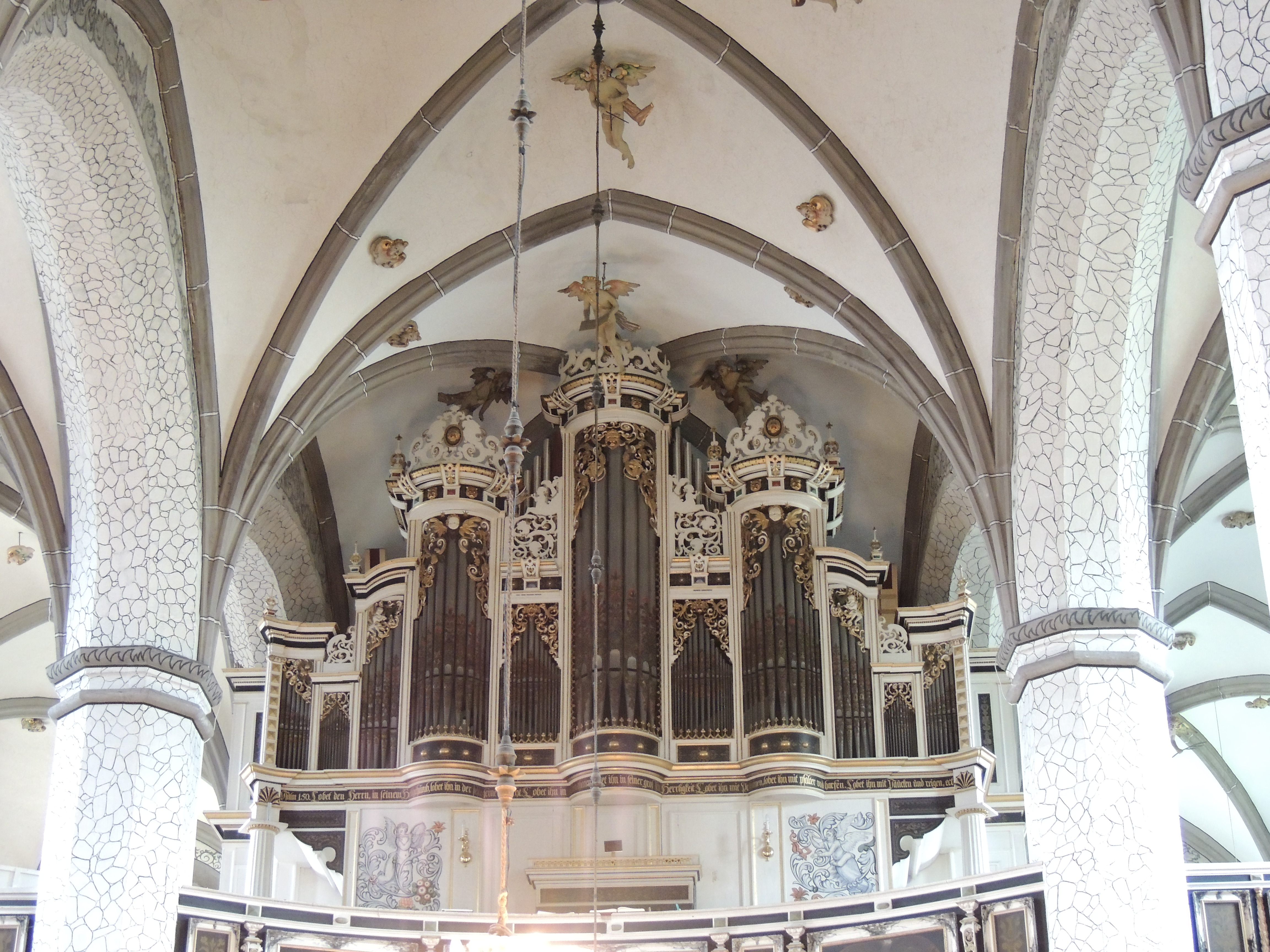
Ladegast-Orgel

Im Jahr 1882 wurde eine Ladegast-Orgel eingebaut.
Disposition:
| I Oberwerk C–f3    |     |
| Lieblich Gedackt   | 16′ |
| Geigenprinzipal    | 08′ |
| Rohrflöte          | 08′ |
| Salicional         | 08′ |
| Octave             | 04′ |
| Flauto minor       | 04′ |
| Progressio 2–4fach | 04′ |
| Clarinette         | 08′ |

| II Hauptwerk C–f3 |       |
| Bordun            | 16′   |
| Principal         | 08′   |
| Doppelflöte       | 08′   |
| Flauto amabile    | 08′   |
| Viola di Gamba    | 08′   |
| Principal         | 04′   |
| Gemshorn          | 04′   |
| Octave            | 02′   |
| Quinte            | 2 ⁄3′ |
| Cornett 2–3fach   |       |
| Mixtur 4fach      |       |
| Trompete          | 08′   |

| III Echowerk C–f3 |    |
| Lieblich Gedackt  | 8′ |
| Flauto traverso   | 8′ |
| Viola d’amour     | 8′ |
| Aeoline           | 8′ |
| Salicional        | 4′ |

| Pedal C–d1    |        |
| Principalbass | 16′    |
| Violon        | 16′    |
| Subbass       | 16′    |
| Bassflöte     | 08′    |
| Cello         | 08′    |
| Octave        | 04′    |
| Quinte        | 5 1⁄3′ |
| Posaune       | 16′    |

- Koppeln: III/II, I/II, II/P
- Feste Kombinationen: pp, p, mf, f, ff
- Auslöser, Prolongement, Walze, Schwelltritt für das Echowerk

Die Orgel wurde 2003–2005 durch Hermann Eule Orgelbau restauriert.

### Glocken
Im oberen Glockenstuhl des Turmes hängt die 1499 gegossene, spätgotische Glocke „Osanna“. Im Jahr 1499 wurde sie von Kurt Kerstan gegossen, sie wiegt 2.300 Kilogramm. Der Legende nach soll Friedrich Schiller nach einem Turmaufstieg im Jahr 1788 von deren Inschrift die Anregung für eine seiner bekanntesten Dichtungen – das Lied von der Glocke – erhalten haben. Die Glockeninschrift lautet: Vivos voco, Mortuos plango, Fulgura frango. („Die Lebenden rufe ich, die Toten beklage ich, Blitze breche ich.“)
Die „Große Glocke“, 1635 von den Gießerbrüdern Möhringk aus Erfurt mitten im Dreißigjährigen Krieg gegossen, wiegt 5.000 Kilogramm und ist die schwerste freischwingende Glocke einer evangelischen Kirche in Thüringen. Für den Glockenguss wurde auch ein Geschützrohr aus dem Zeughaus des Grafen Heinrich von Schwarzburg verwendet.
Die „Marienglocke“ oder auch „Kinderlehrglocke“ ist die älteste im Geläut der Stadtkirche. Sie stammt aus dem 14. Jahrhundert und ist ein hochgotisches Kunstwerk. Mit 460 Kilogramm ist sie die leichteste im Geläut.